# 日本原子力研究所
日本原子力研究所（にほんげんしりょくけんきゅうじょ: JAERI）は、かつて存在した、原子力に関する総合的な日本の研究機関。日本原子力研究所法にもとづき、日本の原子力平和利用の推進を目的として、1956年（昭和31年）6月に特殊法人として設立された。2005年（平成17年）10月1日、核燃料サイクル開発機構との統合に伴い解散、独立行政法人日本原子力研究開発機構となった。略称は原研（げんけん）。

## 沿革
- 1956年 - 日本原子力研究所発足。

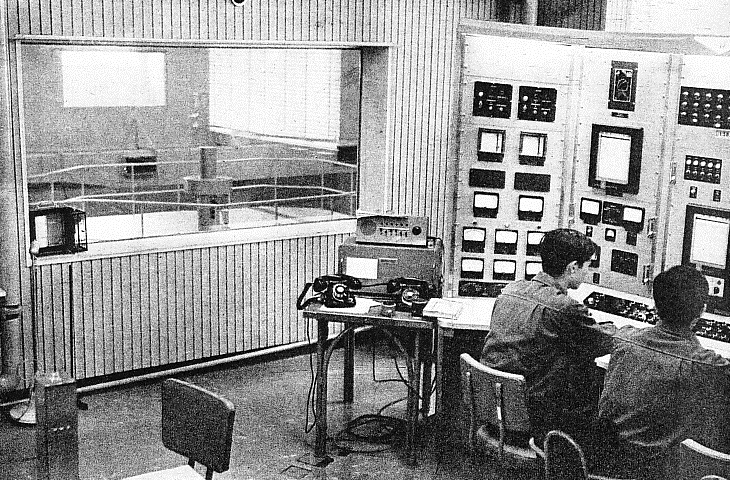
日本最初の原子炉となったJRR-1

- 1957年 - 東海研究所設置、日本最初の原子炉JRR-1臨界。
- 1960年 - JRR-2臨界。
- 1962年 - JRR-3臨界（国産第1号原子炉）。
- 1963年 - 高崎研究所設置、動力試験炉（JPDR）の初発電に成功。
- 1965年 - JRR-4臨界。
- 1967年 - 大洗研究所設置。
- 1968年 - JMTR臨界。
- 1969年 - 原研核融合トーラス第一号（JET-1）装置を使用したプラズマ閉じ込め実験に成功[1]。
- 1971年7月13日 - 廃棄物処理場に保管していた放射性廃液入りポリタンクが自然発火。外部への放射性物質の流出は阻止[2]。
- 1973年1月25日 - 大洗の試験炉でカリホルニウム250、252の合成、検出に成功したと発表[3]。
- 1975年 - NSRR臨界。
- 1985年 - 那珂研究所設置、むつ事業所設置（日本原子力船研究開発事業団を統合）。
- 1987年 - JT-60臨界プラズマ条件目標領域達成。
- 1992年 - JT-60世界最高（当時）プラズマイオン温度4.4億度達成。原子力船むつ実験航海終了。
- 1994年 - 燃料サイクル安全工学研究施設（NUCEF）完成。
- 1995年 - 関西研究所設置。
- 1997年 - SPring-8放射光ファーストビーム発生。
- 1998年 - HTTR臨界。
- 2002年 - 地球シミュレータ完成、大強度陽子加速器施設（J-PARC）建設開始。
- 2005年 - 日本原子力研究所を廃止し、日本原子力研究開発機構に移行。

## 経緯
日本の原子力研究の黎明期に中核を担ったのは、戦後の日本政府の原子力推進政策を受けて、1955年以降アメリカ合衆国のアルゴンヌ国立研究所（Argonne National Laboratory）に留学した技術者たちだった。後に原研大洗研究所所長となる鳥飼欣一もその一人である。彼ら、アルゴンヌ留学生たちが、帰国後、茨城県東海村の日本原子力研究所で本格的な原子力平和利用の研究を開始し、日本初の原子炉を完成させたといえる。
当時急増していた電力需要を賄うため、日本は発電原子炉の導入を決定したが、当時の日本には国産原子炉を開発する技術がなく、各電力会社は海外製の原子炉を輸入するしかなかった。そこで、原子炉の基礎研究を行うため、1955年（昭和30年）11月30日に財団法人原子力研究所が設立された。翌1956年（昭和31年）5月に制定された日本原子力研究所法に基づき、財団法人を継承する形で特殊法人日本原子力研究所が設立された。また、ほぼ同時期に、核燃料確保のための原子燃料公社や、各電力会社が原子力発電を運営するための日本原子力発電も設立された。
その後、国の方針で準国産エネルギー（核燃料再利用）を実現するべく、高速増殖炉の開発を行うことになったが、計画が持ち上がった当時の原研は雇用主と労働者の間に意見の相違があり、意見集約ができなかったため、高速増殖炉の開発計画から外されてしまった。そこで原研の代わりに動力炉核燃料開発事業団 (後に核燃料サイクル開発機構に改組、その後に日本原子力研究開発機構に統合) が設立された。
原研では、原子炉の総合研究や、最先端の核融合炉の研究に加え、医療や農業への放射線応用、それらの基礎研究など、幅広い分野で研究が行なわれた。

## 組織
- 東海研究所

研究用原子炉（JRR1~4）、安全性研究施設、加速器施設などを利用し、幅広い研究開発を実施。基礎研究、基盤技術の開発を実施。
- 高崎研究所

放射線利用の研究開発等を実施。イオン照射研究施設（TIARA）。
- 大洗研究所

材料試験炉（JMTR）を用いた原子炉用燃料や材料の開発。高温工学試験研究炉（HTTR）を用いた原子力エネルギー利用の多様化についても研究を実施（熱化学水素製造等）。
- 那珂研究所

核融合炉の実現に資するため、臨界プラズマ試験装置（JT-60）での実験を実施。国際熱核融合炉実験炉（ITER）の準備活動等に参画。
- むつ事業所

原子力船むつに関する事業終了後、海水循環及び放射性物質等の移行の調査・検討等を実施。
- 関西研究所

光量子科学研究施設、及び放射光科学研究センターを有する。前者ではX線源やレーザー技術等を用いて、新材料創生、微細加工および医学診断・治療技術等へ利用するための研究を実施。また、後者では、大型放射光施設（SPring-8）を利用し、物理、化学、生物学等の基礎研究が実施されるとともに、物性研究における物質の原子あるいは電子レベルの構造解明等のテーマが実施されている

## 歴代理事長
1. 安川第五郎（1956~1957）
2. 駒形作次（1957~1959）
3. 菊池正士（1959~1964）
4. 丹羽周夫（1964~1968）
5. 宗像英二（1968~1978）
6. 村田浩（1978~1980）
7. 藤波恒雄（1980~1986）
8. 伊原義徳（1986~1992）
9. 下邨昭三（1992~1996）
10. 吉川允二（1996~1999）
11. 松浦祥次郎（1999~2001）
12. 村上健一（2001~2003）
13. 齋藤伸三（2003~2004）
14. 岡崎俊雄（2004~2005）

## 出身者
- 金子勇（プログラマー）
- 斉藤鉄夫（第11・12代環境大臣）
- 桜井淳（物理学者）
- 高木豊（物理学者、東京工業大学教授、名古屋大学教授、大同大学教授）
- 高嶋哲夫（作家）
- 武田展雄（工学者、第5代運輸安全委員会委員長、元東京大学副学長、元東京大学大学院新領域創成科学研究科長）
- 田中俊一（初代原子力規制委員会委員長）
- 橋谷博（化学者、島根大学名誉教授）
- 更田豊志（第3代原子力規制委員会委員長）